# Касьяро, Кайл
Кайл Касьяро (англ. Kyle Casciaro; 2 декабря 1987, Гибралтар) — гибралтарский футболист, нападающий клуба «Сент-Джозефс». Выступал за сборную Гибралтара. Брат Райана и Ли Касьяро.

## Биография

### Клубная карьера
Свою футбольную карьеру начал в 2010 году в команде «Линкольн Ред Импс», в которой на тот момент уже выступали его старшие братья Ли и Райан. В «Линкольне» Кайл выступал до 2019 года и в составе команды неоднократно становился чемпионом и обладателем Кубка страны. Летом 2019 года он перешёл в клуб «Сент-Джозефс».

### Карьера в сборной
В 2011 году в составе сборной Гибралтара был участником Островных игр, на которых команда заняла 5 место.
19 ноября 2013 года он принял участие в первом официальном товарищеском матче Гибралтара против сборной Словакии (0:0) , в котором вышел на замену на 56-й минуте Дэниела Дуарте. Кайл оставался игроком сборной вплоть до 2018 года и провёл в её составе 24 матча, а также забил 1 гол (без учёта матчей, сыгранных до вступления Гибралтара в УЕФА).

## Достижения
«Линкольн Ред Импс»
- Чемпион Гибралтара (7): 2010/11, 2011/12, 2012/13, 2013/14, 2014/15, 2015/16, 2018/19
- Обладатель Кубка Гибралтара (4): 2010/11, 2013, 2014, 2015
- Обладатель Суперкубка Гибралтара (?): 2015

## Личная жизнь
Его братья Райан и Ли также являются футболистами и выступают за сборную Гибралтара.